# Schrankia capnophanes
Schrankia capnophanes là một loài bướm đêm trong họ Erebidae.